# John Benfield
John Benfield, född Jonathan Edmund Fulford Turner 9 november 1951, död 16 juni 2020 var en brittisk skådespelare.

## Rollista i urval
- 1986 – Hoppsan, vem tryckte på knappen?
- 1990 – Skattkammarön (TV-film)
- 1990 – Dolda fakta
- 1991–1995 – I mördarens spår (TV-serie)
- 1993 – I faderns namn
- 1995 – Beautiful Thing
- 1996 – 101 dalmatiner
- 1998 – Kusin Bette
- 2003 – Den tredje vågen
- 2004 – Evilenko
- 2004–2005 – The Worst Week of My Life (TV-serie)
- 2007 – Cassandra's Dream
- 2008 – Speed Racer
- 2013 – The Best Offer
- 2018 – Mowgli: Legend of the Jungle (röst)